# Ahmad al-Dwairi
Ahmad Hekmat al-Dwairi (in arabo أحمد حكمت الدويري‎?; Istanbul, 4 marzo 1993) è un cestista giordano con cittadinanza turca, con il nome di Ahmet Düverioğlu.

## Carriera
Con la Giordania ha disputato i Campionati mondiali del 2019 e due edizioni dei Campionati asiatici (2013, 2022).

## Statistiche

### Eurolega
| Anno       | Squadra      | PG  | PT | MP   | TC%   | 3P% | TL%  | RP  | AP  | PRP | SP  | PP  |
| ---------- | ------------ | --- | -- | ---- | ----- | --- | ---- | --- | --- | --- | --- | --- |
| 2015-2016  | Anadolu Efes | 10  | 1  | 4,1  | 64,3  | -   | 50,0 | 1,2 | 0,2 | 0,1 | 0,1 | 1,9 |
| 2016-2017† | Fenerbahçe   | 9   | 0  | 6,7  | 81,2  | -   | 66,7 | 1,3 | 0,1 | 0,1 | 0,4 | 3,3 |
| 2017-2018  | Fenerbahçe   | 27  | 12 | 9,0  | 70,9* | -   | 46,2 | 1,8 | 0,5 | 0,3 | 0,3 | 3,3 |
| 2018-2019  | Fenerbahçe   | 31  | 22 | 11,2 | 62,1  | -   | 40,0 | 2,6 | 0,7 | 0,5 | 0,4 | 2,9 |
| 2019-2020  | Fenerbahçe   | 17  | 8  | 9,7  | 57,1  | -   | 62,5 | 2,5 | 0,4 | 0,3 | 0,3 | 2,9 |
| 2020-2021  | Fenerbahçe   | 30  | 23 | 11,5 | 70,1  | -   | 51,6 | 2,6 | 0,9 | 0,4 | 0,3 | 3,7 |
| 2021-2022  | Fenerbahçe   | 18  | 6  | 8,4  | 74,3  | 0,0 | 46,2 | 2,4 | 0,1 | 0,2 | 0,2 | 3,6 |
| Carriera   | Carriera     | 142 | 72 | 9,5  | 67,7  | 0,0 | 49,6 | 2,2 | 0,5 | 0,3 | 0,3 | 3,2 |

## Palmarès
- Campionato turco: 3

Fenerbahçe: 2016-17, 2017-18, 2021-22
- Coppa di Turchia: 2

Fenerbahçe: 2019, 2020
- Coppa del Presidente: 3

Anadolu Efes: 2015
Fenerbahçe: 2016, 2017
- Eurolega: 1

Fenerbahçe: 2016-17